# 文馆街朱家楼院
文馆街朱家楼院，位于山东省单县南城街道。是中华人民共和国山东省省级文物保护单位之一。
2013年，列入第四批山东省文物保护单位，该文物保护单位是一座古建筑。